# Cratere Ginzel
Ginzel è un cratere lunare di 53,23 km situato nella parte nord-occidentale della faccia nascosta della Luna, al confine orientale del Mare Marginis, a sud-sudovest del cratere Popov e a nord del cratere Dreyer. Posto poco oltre il terminatore, può essere occasionalmente osservato dalla Terra per l'effetto della librazione. 
Gran parte del bordo e della parte interna del cratere è stata inondata dalla lava, che ha lasciato solo una leggera traccia del bordo che risalta in una superficie relativamente livellata. Il bordo occidentale si staglia maggiormente sullo sfondo irregolare. Il cratere 'Ginzel L' è adiacente alla parte meridionale del bordo e un piccolo cratere si trova lungo il bordo a nord. All'interno del fondo è presente una coppia di crateri uniti nella parte occidentale.
Il cratere è dedicato all'astronomo austriaco Friedrich Karl Ginzel.

## Crateri correlati
Alcuni crateri minori situati in prossimità di Ginzel sono convenzionalmente identificati, sulle mappe lunari, attraverso una lettera associata al nome.
| Ginzel | Coordinate             | Diametro (in km) |
| ------ | ---------------------- | ---------------- |
| G      | 13°36′00″N 100°04′12″E | 44,22            |
| H      | 12°25′48″N 100°01′12″E | 46,16            |
| L      | 13°04′12″N 97°48′00″E  | 27,99            |